# 25-mm-L/60-Kanone Typ 96
Die 25-mm-L/60-Kanone Typ 96 (japanisch 九六式二十五粍高角機銃 Kyūroku-shiki nijyūgo-miri Kōkakukijū) war eine Maschinenkanone, die von der Kaiserlich Japanischen Marine im Zweiten Weltkrieg als Flugabwehrkanone eingesetzt wurde. Die Bezeichnung Typ 96 deutet dabei auf das Jahr der Erstentwicklung, das Jahr Kōki 2596 bzw. 1936 nach gregorianischem Kalender hin.

## Geschichte
Nachdem verschiedene Probleme mit der 1925 eingeführten, wassergekühlten 40-mm-Vickers-Flugabwehrkanone bekannt wurden, entschied die japanische Marine 1935, sie durch eine Waffe auf Basis der französischen Hotchkiss 25-mm-FlaK zu ersetzen.
Nach Studien an der Waffe in Frankreich wurden einige Muster mit Änderungen nach japanischen Wünschen bei Hotchkiss bestellt. Die Waffe erreichte jetzt mit einem 250 g schweren Geschoss eine theoretische Schussfolge von 180 bis 200 Schuss pro Minute.
Die Japaner nahmen weitere Änderungen vor und tauschten den Mündungsfeuerdämpfer gegen ein Modell aus, das auf einer Entwicklung von Rheinmetall basierte und zudem in geringem Umfang auch die Funktion einer Mündungsbremse übernahm. Weiterhin vereinfachte man die Herstellung durch die Verwendung von Gussteilen in Bereichen, an denen vorher geschmiedete Teile verwendet worden waren.
Die Massenproduktion der Waffe begann nach den Erprobungen 1936 und die Typ-96-Maschinenkanone wurde nach und nach auf allen Kriegsschiffen der Kaiserlich Japanischen Marine als Standardwaffe für die Luftverteidigung im Nahbereich eingeführt. Die Waffe wurde dazu einzeln, in Zweier- oder Dreiergruppen auf Lafetten montiert.

### Modelle
Der Entwicklungsprozess wurde fortgesetzt und brachte mehrere Varianten für verschiedene Einsatzzwecke hervor:
Die Modelle 1, 2 und 3 unterschieden sich durch verschiedene Arten von Lafetten und waren für Schiffe und Landbasen vorgesehen. Das Modell 4 war dagegen für die Bewaffnung von japanischen U-Booten entwickelt und verfügte über einen hochwertigen Lauf, der besser gegen die Korrosion durch Salzwasser geschützt war. Drei Varianten dieses Modell 4 wurden entwickelt, die sich durch verschiedene Ausführungen der Lafette unterschieden, die entweder fest installiert war, manuell ins U-Boot abgesenkt werden konnte oder elektrisch in den Bootskörper eingefahren werden konnte.
Das Modell 5 besaß ein modifiziertes Getriebe für die Lafette, die Modelle 6 und 7 waren Einzellafetten, die auf einer Achse mit zwei Rädern ruhten, so dass sie von Bodentruppen mitgeführt werden konnten. Das Modell 10 war eine Version für die Bewaffnung von Torpedobooten mit einer Einzellafette, die für das Schwenken in der Horizontale über einen veränderten Mechanismus verfügte.
Es wurden bis zum Ende des Zweiten Weltkrieges rund 33.000 Typ-96-Maschinenkanonen und 20.000 Lafetten in Einzel-, Zwillings- und Drillingsausführung produziert. Der überwiegende Teil davon wurde auf Kriegsschiffen verwendet. Als fest installierte Version zur Verteidigung von Landbasen wurden 2.500 Waffen produziert. Als bewegliche Systeme für den Landeinsatz wurden nur 100 Waffen auf Zwillings- und Einzellafette gebaut.
Die größte Zahl an Typ-96-Maschinenkanonen, die je auf einem Schiff montiert war, wurde 1945 erreicht, als das Schlachtschiff Yamato mit 152 Stück in 50 Drillings- und zwei Einzellafetten ausgerüstet wurde und der Flugzeugträger Shinano gar 155 Typ 96 erhielt.

## Technik

### Waffe
Die Waffe war ein luftgekühlter Gasdrucklader, der mit einer theoretischen Schussfolge von 220 Schuss pro Minute 25-mm-Geschosse mit einer Mündungsgeschwindigkeit von 900 Metern pro Sekunde verschoss.
Der gezogene Lauf war 1,50 m lang und 43 kg schwer. Er war rechtsdrehend mit zwölf 0,25 mm tiefen Zügen. Der Lauf war mit der Waffe verschraubt und musste nach etwa 6000 Schuss ausgetauscht werden, da er dann soweit abgenutzt war, dass Reichweite und Zielgenauigkeit rapide abnahmen. Das Wechseln nahm rund fünf Minuten in Anspruch.
Der Gasdruck, mit dem der Mechanismus zum Nachladen der Patronen angetrieben wurde, konnte verstellt werden, um die Zahl der abgefeuerten Granaten pro Minute zu verändern. Die theoretische Schussfolge erreichte so 200, 220 oder 250 Schuss pro Minute. Die Standardeinstellung lag bei 220. Durch das ständig notwendige Nachladen der Magazine wurden aber effektiv nur rund 110 Schuss pro Minute erreicht.
Der beim Abfeuern der Geschosse entstehende Rückstoß wurde unterhalb der Waffe über zwei Hydraulikzylinder abgefangen, von denen jeder einen Durchmesser von 6,7 cm hatte und rund 43 cm lang war.
Die Munition wurde aus rund 7 kg schweren Stahlmagazinen mit je 15 Patronen zugeführt, die über dem Verschluss senkrecht in die Waffe eingeführt wurden. Leere Patronenhülsen wurden auf der Unterseite der Waffe ausgestoßen.

### Lafetten

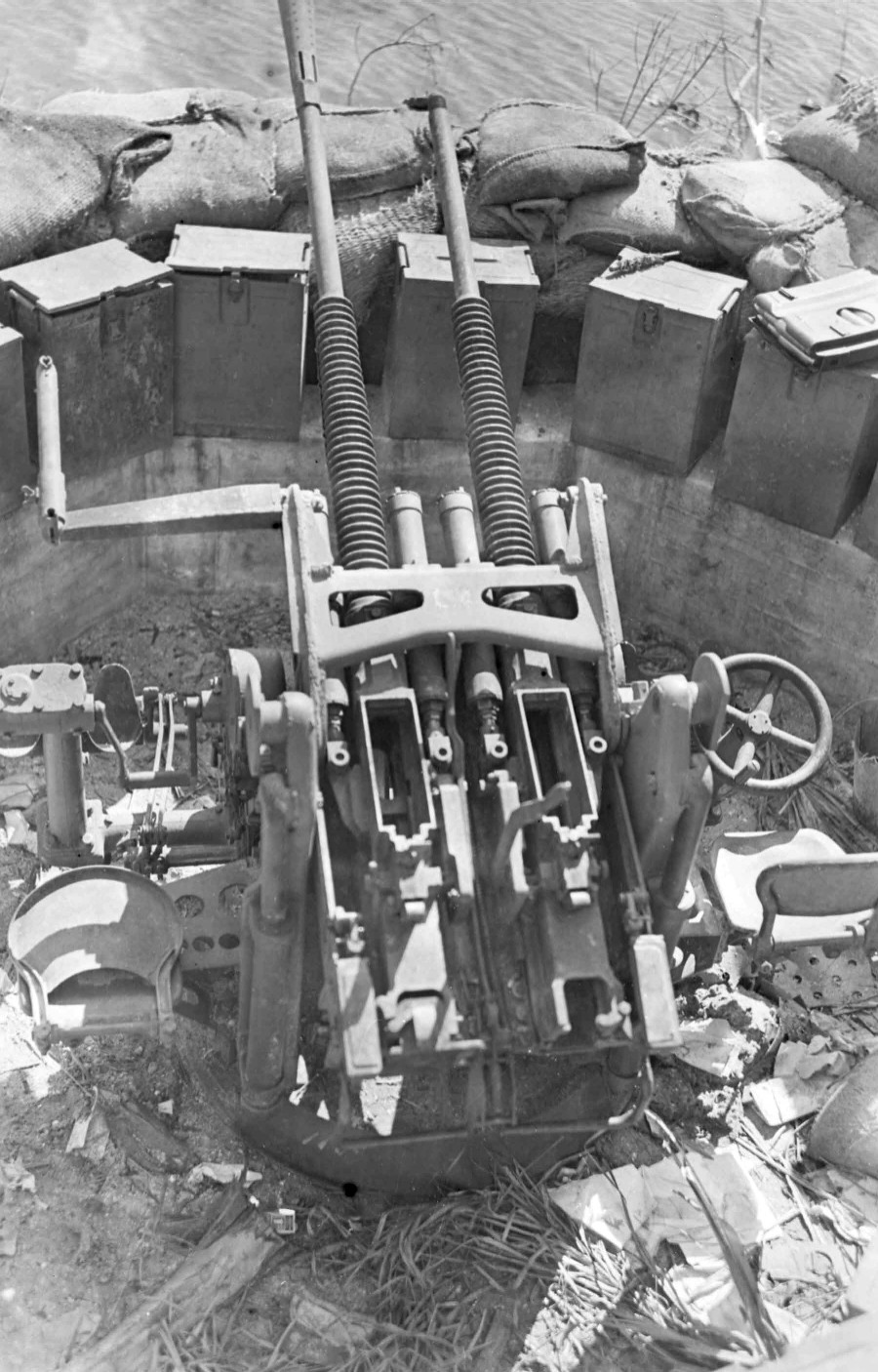
Eine Zwillingslafette auf Guam. Sitzplatz, die Kurbel zur Höhenrichtung und die Pedale sind links zu sehen, Sitzplatz und das Rad zur Seitenrichtung befinden sich rechts. Die Kühlrippen für die Luftkühlung der Läufe sind ebenfalls deutlich zu erkennen. An der rechten Waffe fehlen der Mündungsfeuerdämpfer, die Abschlussplatte des Verschlusses und die gesamte Visiereinrichtung für den zweiten Schützen.

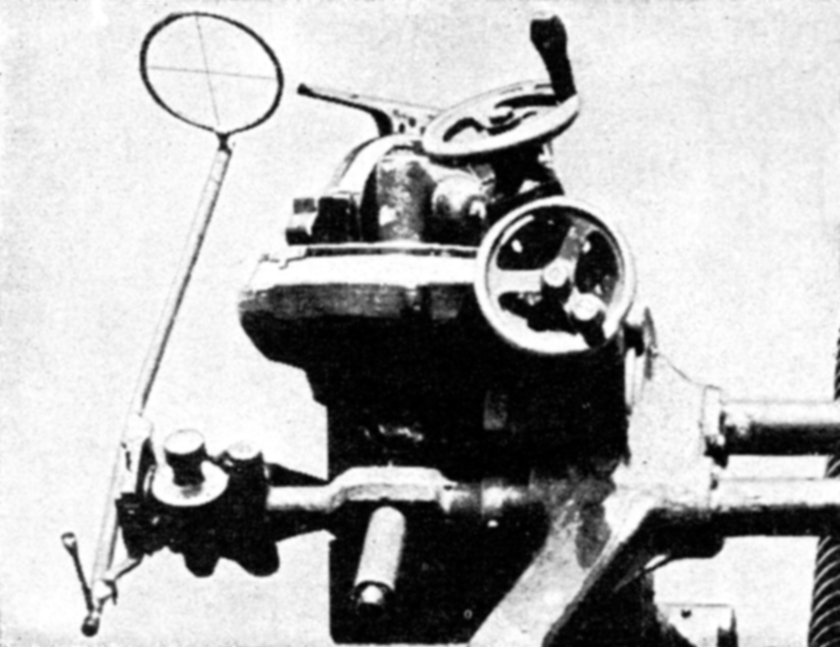
Einfaches mechanisches Feuerleitgerät, basierend auf der Entwicklung von Le Prieur, wie es auf einer Typ-96-Zwillingslafette montiert war.

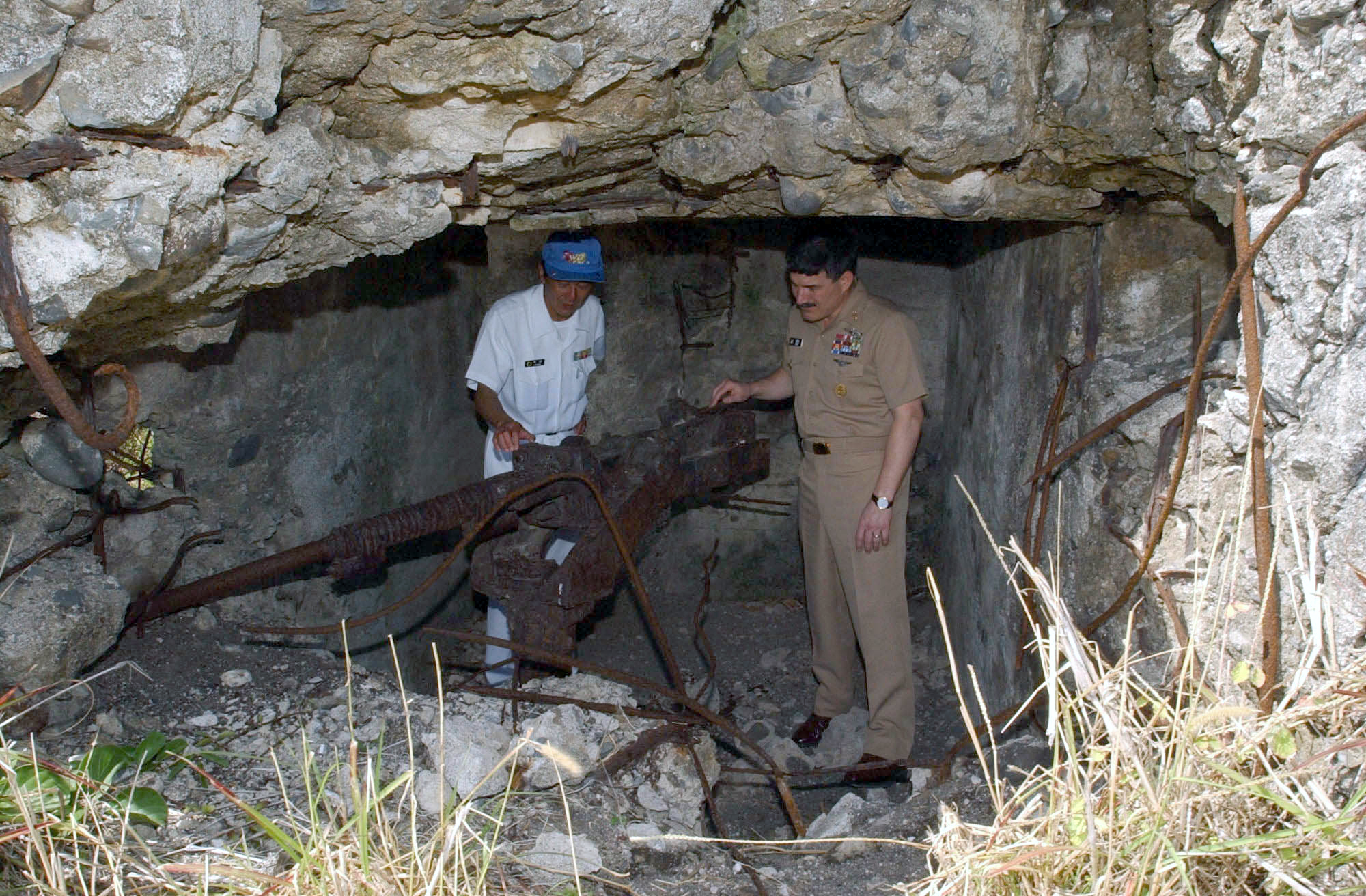
Eine Typ-96-Einzellafette in einem zerstörten Bunker auf Iwojima im Jahr 2003. Die 25-mm-Kanone wurde hier 1945 in einem Maschinengewehrnest zur Abwehr gegnerischer Bodentruppen verwendet.

Zwillings- und Drillingslafetten wurden von zwei Schützen gesteuert. Der erste Schütze saß auf der linken Seite der Lafette, vor ihm waren zwei Pedale montiert, mit denen er die Waffen auf der Lafette abfeuern konnte. Bei der Zwillingslafette je ein Pedal für jede Maschinenkanone, bei der Drillingslafette ein Pedal für die beiden äußeren Waffen und eines für die mittlere. Mit seinen Händen bediente er eine Kurbel, mit der er den Richtwinkel der Typ-96-Maschinenkanonen anpasste. Er konnte die Lafette so bis auf +80° aufrichten.
Der zweite Schütze saß auf der rechten Seite und schwenkte die Lafette über ein Rad nach rechts oder links. Eine komplette Drehung dieses Handrades bewegte die Lafette um 5° nach links oder rechts. Die Lafetten konnten wiederholt um 360° gedreht werden, einzige Ausnahme war der Drehmechanismus bei den Lafetten des Modells 2, die nach einer 720°-Drehung blockierten. Schütze 1 konnte im Notfall ebenfalls den Schwenkmechanismus kontrollieren, dafür war ein Rad an der linken Seite der Lafette angebracht.
Schwenk- und Richtwerk der schweren Zwillings- und Drillingslafetten konnten manuell über eine Reihe von Zahnrädern oder über zwei kleine Elektromotoren bewegt werden. Die Motoren wurden unter den Sitzen der beiden Schützen verbaut, leisteten je 0,735 kW (1 PS) bei 220 Volt und 3,6 Ampere.
Die Zwillingslafette wurde als erste entwickelt, die Drillingslafette folgte 1941 und die Einzellafette schließlich 1943.

#### Mannschaft
Bei Einzellafetten waren drei Soldaten nötig, um die Waffe zu bedienen:
- ein Schütze für das Richten und Abfeuern der Waffe
- ein Ladeschütze für das Auswechseln der Magazine
- ein Geschützführer

Bei Zwillingslafetten waren sieben Soldaten nötig:
- ein Schütze für die Höhenrichtung und das Abfeuern der Waffe
- ein Schütze für die Seitenrichtung der Waffe
- vier Ladeschützen (zwei pro Maschinenkanone)
- ein Geschützführer

Bei Drillingslafetten erhöhte sich die Zahl der Soldaten im Vergleich zur Zwillingslafette nur um zwei Ladeschützen für die zusätzliche Maschinenkanone auf neun Mann.

### Visierung und Feuerleitung

#### Funktion des Visiers
Wenn die Waffe allein und ohne Feuerleitsystem benutzt wurde, musste über eine Visiereinrichtung gezielt werden. Sie war an der Lafette befestigt und vor dem Sitzplatz des ersten Schützen links montiert. Um so zu zielen, dass man ein schnelles Flugzeug auch treffen konnte, benutzte man zur Flugabwehr eine offene Visierung mit einem großen Ringvisier. Das Ringvisier war vor beiden Sitzplätzen installiert und beide Visiere waren gekoppelt, so dass sichergestellt war, dass beide Soldaten das gleiche Ziel durch ihr Visier verfolgten. Der zweite Schütze auf der rechten Seite der Lafette verfolgte das Ziel durch sein Visier und schwenkte die Waffe so, dass sie möglichst immer in Schussposition zum Ziel ausgerichtet war. Der erste Schütze links passte den Höhenrichtwinkel über seine Handkurbel an und feuerte die Waffe ab.

#### Aufbau des Visiers
Um schnelle Flugzeuge bekämpfen zu können, musste weit vorgehalten werden. Deshalb verfügte das Visier über mehrere Ringe, die von außen nach innen gesehen für immer kleiner werdende Zielgeschwindigkeiten standen. Der äußere Ring war mit dem mittleren Ring durch zwölf Stahlstifte verbunden, so dass sich zwölf Felder für verschiedene Anflugwinkel bildeten. Der mittlere Ring war mit dem inneren Ring durch vier Stahlstifte verbunden, während im inneren Ring ein vertikaler Stift und ein horizontaler Stift ein Fadenkreuz bildeten, in dessen Mitte sich ein weiterer Ring befand.
Das Ringvisier bestand in der Regel aus Metall, es gab aber auch eine Version aus einer Glasplatte mit eingeätzten Ringmarkierungen. Eine optische Zielhilfe ähnlich einem Zielfernrohr existierte ebenfalls.

#### Feuerleitung für eine Lafette
Da die Schützen Kurs, Geschwindigkeit und Flughöhe eines Flugzeuges erfahrungsgemäß nur schwer einschätzen konnten, verwendete die Kaiserliche Marine einen einfachen mechanischen Rechner, an dem diese Werte eingestellt werden konnten, so dass die Waffe über ihre beiden Elektromotoren automatisch diesen Einstellungen folgte. Das System war mit dem Leitsystem des französischen Hotchkiss-Maschinengewehrs identisch. Diese Rechenmaschine war 1916 von Marineleutnant Yves Le Prieur entwickelt worden, war aber in dem von der japanischen Marine verwendeten Muster später nicht mehr in der Lage, die schnellen Flugzeuge des Zweiten Weltkrieges zu verfolgen. Dennoch wurde das Le-Prieur-Gerät noch im Pazifikkrieg an Lafetten verwendet, die nicht mit einem externen Feuerleitgerät verbunden waren.

#### Feuerleitung für mehrere Lafetten
Um die Wahrscheinlichkeit eines Abschusses zu erhöhen, musste man das Feuer möglichst vieler Lafetten mit ihren Typ-96-Flugabwehrkanonen auf ein Ziel vereinigen. Gleichzeitig war es wichtig, dass die Geschütze besonders gefährliche Ziele beschossen, wie feindliche Bomben- und Torpedoflugzeuge im Anflug und die Munition nicht auf ungefährliche Ziele, wie Flugzeuge im Rückflug, verteilten.
Dazu wurden auf Kriegsschiffen und an Land entweder das Typ-95- oder das Typ-4-Modell-3-Feuerleitgerät verwendet. Der Feuerleitoffizier hatte dazu ein Beobachtungsteleskop, das an einer Stelle mit möglichst guter Übersicht eingebaut war, mit dem er ein Ziel auswählte und verfolgte. Er schätzte die Geschwindigkeit des Ziels und wählte dann entsprechend den Vorhaltewinkel. Der mechanische Computer erlaubte ihm Ziele bis 600 km/h Geschwindigkeit anzuvisieren und zu verfolgen. Bei schnelleren Zielen mussten anhand von drei Ringmarkierungen, die für 700, 800 und 900 km/h in das Beobachtungsteleskop geätzt waren, die Richtdaten geschätzt werden.
Das Typ-95-Gerät übertrug nun die Ausrichtung dieses Teleskops über Kabel im Schiffsinneren an die beiden Elektromotoren in bis zu drei 25-mm-Lafetten und richtete sie so entsprechend aus.
Insbesondere auf Kriegsschiffen bestand zusätzlich das Problem der Richtwinkelbegrenzung. Schützen oder Feuerleitoffiziere, die konzentriert ein bestimmtes Luftziel verfolgten, konnten aus Versehen das Feuer gegen die Aufbauten des eigenen Schiffes richten, wenn sie nicht aufpassten. Dafür waren bei den Typ-95- und Typ-5-Leitgeräten Begrenzungsschrauben in das Schwenkwerk eingebaut, die das Schwenken über einen bestimmten Punkt hinaus nicht erlaubten. Bei Lafetten, die ohne Feuerleitgerät über das Visier Ziele bekämpften, musste der Geschützführer dem Schützen rechtzeitig das Einstellen des Feuers befehlen.

### Munition
Die Munition für die Typ-96-Maschinenkanone setzte sich aus einer Messinghülse mit einer 102 g schweren Treibladung und dem Geschoss zusammen. Hülse und Geschoss wogen in einsatzbereitem Zustand rund 660 g.
Die überwiegende Anzahl der produzierten Geschosse für die Typ-96-Maschinenkanone gehörten zu zwei Modellen:
Sprenggranaten:
- Sprenggranate, 200 g
- Sprenggranate mit Leuchtspur, 118 g
- Sprenggranate mit Leuchtspur und Zerlegerladung, 118 g

Die Sprenggranaten wurden mit einem Aufschlagzünder verschossen, der beim Auftreffen auf ein Hindernis den Sprengstoff in der Granate zündete. Bei der Version mit Leuchtspur wurde beim Abschuss des Geschosses durch die abbrennende Treibladung in der Hülse eine 9,2 g schwere Ladung im Boden der Granate aus einem Gemisch von Bariumperoxid, Magnesium und Natriumnitrat entzündet, in der eine Reaktion ablief, so dass während des Fluges der Granate ein hell leuchtender Punkt zu sehen war. Bei der Zerlegerladung war lediglich ein kleines Loch zwischen dem Abteil mit der Leuchtspurladung und der Abteilung mit der Sprengladung gebohrt, so dass die abbrennende Leuchtspurladung mit dem Ende ihrer Brenndauer in die Sprengladung übersprang und die Granate sprengte beziehungsweise „zerlegte“.
Sprengbrandgranate:
- Spreng-Brand-Geschoss, 203 g

Das Geschoss enthielt ein TNT-Aluminium-Gemisch und weißen Phosphor im Verhältnis 1:2. Der Phosphor verteilte sich nach der Zündung der TNT-Ladung dabei brennend mit den Splittern des Geschosskörpers und brannte mit einer Temperatur von bis zu 1.300 °C ab.
Zusätzlich wird in einem US-amerikanischen Bericht von 1953 von einem als panzerbrechend klassifiziertem Geschoss mit Leuchtspur berichtet, das über keinen Zünder verfügte und mit Kieselgur gefüllt war. Die Analyse des Geschosses ergab allerdings, dass es aus einem deutlich weicheren Stahl produziert war als andere panzerbrechende Geschosse, so dass über die Wirksamkeit keine Aussage gemacht werden kann. Ein anderer Bericht gibt die Durchschlagsleistung mit 25 mm Stahl bei 450 m/s Aufschlagsgeschwindigkeit an.

## Bewertung

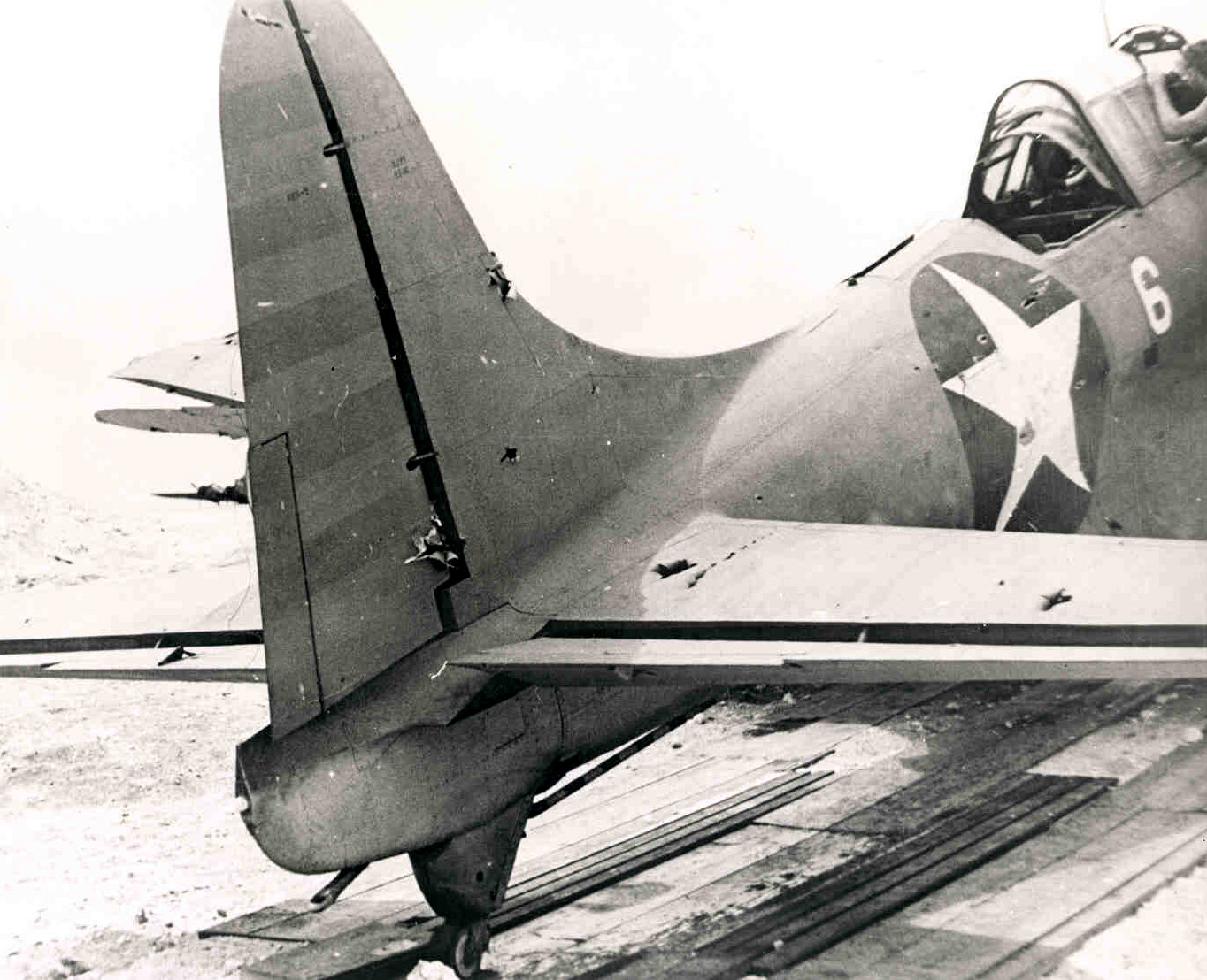
Dieser amerikanische Dauntless-Sturzkampfbomber landete nach seinem Einsatz gegen japanische Kriegsschiffe 1942 sicher auf Midway, obwohl sein Rumpf 219 Löcher aufwies, die durch japanisches Flugabwehrfeuer verursacht wurden.

Japanische Berechnungen legten durchschnittliche Munitionsmengen fest, die man verschießen musste, um mit einer bestimmten Art von Flugabwehrwaffe ein Flugzeug in einer bestimmten Entfernung und Flughöhe abzuschießen.
Dieser Wert wurde für die 25-mm-Maschinenkanone Typ 96 mit 1.500 Schuss für ein Ziel angegeben, das nicht mehr als 2.000 Meter entfernt in weniger als 1.000 Meter Höhe flog. Obwohl die Reichweite der Waffe größer war, wurde der Beschuss von Zielen in mehr als 2.000 Metern Entfernung als komplett ineffektiv beschrieben. Als Grund wird das Feuerleitsystem genannt, das nicht in der Lage war, das Feuer mehrerer Typ-96-Flugabwehrkanonen für große Entfernungen mit ihren größeren Vorhaltewinkeln zu koordinieren. Der Beschuss von Flugzeugen, die keinen geraden und damit vorhersehbaren Kurs flogen, wird auch bei kurzen Entfernungen als wirkungslos beschrieben.
Als einer der Gründe wurden dabei die schwachen Elektromotoren für das automatische Richten betrachtet, welche die Lafetten nicht schnell genug drehen konnten, um einem schnellen Flugzeug im Vorbeiflug zu folgen. Weiterhin erzeugte die Waffe bei Dauerfeuer starke Vibrationen, welche die Genauigkeit beeinträchtigten.
Ein weiteres Problem war die Munitionszufuhr aus den 15-Schuss-Magazinen. Sie verlangsamte die mögliche Schussfolge etwa auf die Hälfte. Die zusätzlichen Soldaten, die man zum Nachladen benötigte, mussten auf Schiffen untergebracht und versorgt werden und sie bewegten sich während eines Luftangriffs ungeschützt an Deck, so dass insbesondere unter den Mannschaften der Flugabwehr auf großen Schiffen bei solchen Angriffen schwerste Verluste entstehen konnten.
Erschwerend kam hinzu, dass die Kaiserlich Japanische Marine nach den Schlachten um Bougainville an Munitionsmangel litt und in manchen Gefechten nur noch zehn Schuss pro Geschütz auf jedes angreifende Flugzeug verschossen werden durften.
Selbst wenn Treffer an feindlichen Flugzeugen erzielt wurden, reichte die Zerstörungskraft der Geschosse oft nicht aus, um schwere Schäden zu verursachen. So gingen beispielsweise von 144 abgeschossenen amerikanischen Flugzeugen während der Schlacht um Midway nur etwa fünf durch Flugabwehrfeuer verloren.

## Belege und Verweise

### Bemerkungen
1. ↑  Der amerikanische Bericht O-47 weist in seiner Gesamtübersicht auf S. 12 einen Winkel von +85° für alle Lafetten aus, nennt aber in den detaillierten Einzelberichten für die Zwillings- und Drillingslafette ausdrücklich nur +80°.
2. ↑  „Stahl“ meint hier nicht „Panzerstahl“, sondern lediglich Stahl mit einer hohen Streckgrenze
3. ↑  Vergleiche dazu insbesondere Musashi und Yamato